# Gösta Kriland

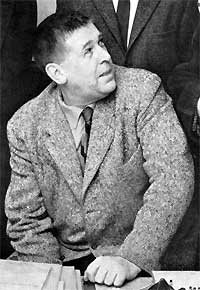
Gösta Kriland omkring 1960

Gösta Axel Kriland, född 13 juni 1917 i Valbo, Gästrikland, död 11 december 1989 i Adolf Fredriks församling, Stockholm, var en svensk målare, grafiker, bokillustratör och tecknare.

## Biografi
Kriland utbildade sig från 1936 vid Högre konstindustriella skolan i Stockholm. Under 1940-talet framträdde han med målningar som var starkt influerade av surrealismens idéer efter bildningsvistelser i Paris och London under mellankrigstiden. Under 1950-talet anslöt han sig till den skånska målargruppen Imaginisterna. Senare märktes han framför allt som illustratör av bland annat ett 50-tal böcker. Kriland var från 1955 styrelseledamot samt 1963–1965 ordförande i Svenska Tecknare.  1955 var han en av utställarna på det i Malmö nyöppnade Galerie Colibri. 
Kriland finns representerad på Nationalmuseum, Norrköpings konstmuseum  och Moderna museet i Stockholm. Från 1944 var han gift med konstnären Gudrun Åhlberg (1921–2014) och från 1950 med konstnären och författaren Christel Hedström (1915–2004). Han är begravd på Gamla kyrkogården i Gävle.

## Priser och utmärkelser
- 1978 – Knut V. Pettersson-stipendiet